# Аномалије спољашњег ува
Аномалије спољашњег ува или урођене мане спољашњег ува (лат. Malformationes auris externa) су поремећаји у величини, облику или положају ушних шкољки, њиховом потпуном недостатку, пристуству фистула (патолошких комуникација) на усној шкољки, и сужења или затворености спољашењег ушног канала. Човеково ува које је готово стално непомично и са бочних страна главе, понекад прекривено дугом косом веома мало упада у очи посматрача, за разлику од остали делова лица који су знатно упадљивији због деловања мимичне структуре код говора и различитих афеката. Једино кад она недостаје или је абнормално велика или мала или кад је абнормално положена онда упада у очи. У том смислу неправилни изглед недостатак или положај ува на глави има и са естетског гледишта велико значење, што код особе урођеном маном спољашњег ува може изазвати бројне емотивне проблеме.

## Анатомија спољашњег ува
Спољашње уво састоји се из ушне шкољке и спољашњег слушног ходника. Њихов је задатак прикупљање и провођење звучних таласа из спољње средине до бубне опне, која се налази на дну спољашњег слушног ходника.
Ушна шкољка
Као што јој и име каже (аурикула), има облика шкољке са неколико набора које даје хрскавицавим подлога, преко чијег перихондријума је кожа директно срасла. У хуманој медицини она има више естетски него функционални значај, јер и њено потпуно одсуство битно не утиче на слух.
Спољашњи слушни ходник
Је лако савијена цев дужине око 35 мм, најчешће овалног пресека пречника 5 до 10 мм. Она је у облику трубе проширене и на улазу и непосредно пре бубне опне са сужењем на прелазу његове предње и унутрашње трећине (истмус). Спољњи део му је хрскавичаво-мембранозан и може повлачењем горе и уназад де се помери у односу на унутрашњи коштани део и тако цео ходник исправи, што је од значаја при отоскопском прегледу.
У функционалном смислу сви делови спољашњег ува служе да што боље спроведу звучне таласе преко бубне опне до средњег ува. Ако се због одређених аномалија на спољашњем уву звучним таласима затвори приступ до бубне опне, то не доводи до потпуне глувоће, већ само до тешке наглувости, јер звучни таласи и уз помоћ вибрација лобањских костију доспевају до лавиринта (краниотимпанално спровођење звука).

## Ембрионални развој и аномалије спољашњег ува
Развој ушне шкољке почиње на почетку другог месеца феталног живота, када се у најпроксималнијем делу појављују прве шкржне бразде - мале крвжице (лат. coliculi auriculares), од којих се три налазе на мандибуларном, а три на хиодином луку. Оне расту неједнаком брзином. И док неке остају готово непромењене, као нпр. оне из којих се развијају трагус, антитрагус, и лобулус ушне шкољке, друге расту у дебљину и ширину, стварајући наборе ушне шкољке. Потпуно развијена ушка може се упоредити са дугуљастом шкољком, која је у особа беле расе отприлике овална, док је код особа црне расе округла или четвртаста.
Због недовољног раста или неправилног и непотпуног срастања појединих поменутих квржица могу настати разни деформитети ушне шкољке, који се дела у три велике групе.
Деформитети развоја (per defectum)
У овој групи деформитета поједини делови ушне шкољке се нису довољно развили, или нису међусобно срасли, или се нису уопште развили. По овом принципу настаје микротија, ретка комплетна анотија, природне стенозе меатуса и фистуле.
Деформитети нехармоничног раста (per excessum)
У овој групе деформитета присутан је превише интетнзиван и нехармоничан раст појединих саставних делова ушне шкољке, Тко настају макротије несразмерно велики поједини делови ушне шкољке, најчешће лобулуса или аурикуларног апендикса.
Деформитети положаја (per positionem)
Код треће групе деформитета ради се о абнормалном положају ушне шкољке, прениском, превисоком или превише одвојеном положају Т спадају птоза ушне шкољке, отапостаза, криптотија итд.

## Значај
Значај урођених аномалија спољашњег ува огледа се у естетским и функционалним недостацима. Естетски недостаци могу причињавати деци велике емоционалне проблеме, због различитог изгледа од својих вршњака. Иако је највећи број ових аномалија без функционалних испада, ипак оне могу код појединих особа изазвати тешка функционална пштећења по типу наглувости и глувоће.

## Епидемиологија
На глобалном нивоу подаци о инциденцији показују да се деформитети ува, у неком облику јављају отприлике на сваких 100 новорођенчади.
Микротија (мала ушна шкољка) јавља се на сваких 300 новорођенчади годишње.

## Етиопатогенеза
Узрок настанка аномалија спољашњег ува може бити:
- инфекција током трудноће,
- васкулрани инциденти,
- лоше презентација плода током трудноће,

Поред наведених чинилаца урођене аномалије спољашњег ува могу настати и оквиру бројних синдрома, као и удружени са аномалија костију и структура лица, вилице, лобање, средњег и унутршњег ува и бројних унутрашњих органа.
Урођене аномалије спољашњег ува се могу били једностране или обостране.
Израженост аномалија спољашњег ува умногоме зависи од момента када је узрочна нокса деловала на ембриогенезу. Зато се у клиничкој пракси може срести само мањи или већи поремећај развоја ушне шкољке или спољњег ушног канала. Понекад долази до поремећаја развоја оба ова дела, или је промена удружена и са аномалијама средњег ува.
Аномалије спољашњег ува иако најчешће доводе до козметичког недостатка, оне су понекад праћене и функционалним поремећајима (оштећењем слуха).

## Врсте аномалија

### Споредна шкољка ува
Споредна шкољка ува (лат. Auricula accessoria) као урођени поремећај у развоју спољашњег ува може да се испољи као:
- лат.
- лат.
- лат.
- лат.
- лат.

### Отапостаза
Отапостаза или клемпавост ушију (лат. Otapostasis) је урођених аномалија у којој је ушна шкољка знатно истуренија од спољашњег зида мастодног маставка слепоочне кости. Ова мана, која се чешће јавља обострано, доводи до естетских поремећаја који се могу хируршки кориговати.

### Макротија
Макротија или велико уво (лат. Macrotia) је конгениталне хиперплазије која се карактерише изузетно великом ушном шкољком са слабије или јаче израженим деформитетима појединих анатомских делова шкољке. Успешно се лечи пластично-хируршким захватима, који могу ушној шкољци дати правилну величину и облик.

### Микротија
Микротија или мало уво (лат. Microtia) је конгениталне хипоплазије која се карактерише изузетно малом ушном шкољком са слабије или јаче израженим деформитетима појединих анатомских делова шкољке.
Јавља се у једном случају на 8.000—10.000 живорођене деце годишње. Једнострана микротија често утиче и на десно уво.

### Анотија
Анотија је потпуни недостатак ушне шкољке. Поремећај је најчешће удружен са атрезијом спољашњег ушног канала као и са поремећајима развоја средњег ува.

### Недостатак, зачепљеност и сужење спољашњег канала ува
Недостатак, зачепљеност и сужење спољњег канала ува (лат. Agenesia, atresia et strictura meatus acustici externi) једна је од урођених анамалија спољашњег ува која се карактерише изостанком стварања канала. У овој аномалији спољашњи ушни канал је неразвијен и слепо се затвара.
Аномалија може бити изолована или удружена са аномалијама ушне шкољке и средњег ува. Зачепљеност или сужење ушног канала може да се односи само на његоов хрскавични део и тада се хируршким путем са успехом уклања а слух побољшава

### Уво на погрешном месту
Аурикуларна дистопија или уво на погрешном месту је аномалија спољашњег ува у којој се ушна шкољка развија на месту где не би тебало да буде (ниско или високо постављане ушна шкољка, или ушна шкољка на делу образа.

### Фистула и циста испред шкољке ува
Настају због малформација првог бранхијалног усека услед поремећаја спајања квржица ушне шкољке или шкржних лукова, на месту где хеликс понире у кожу лица. Карактеришу се фистулозним каналом различите дужине и отвором најчешће у пределу ушне шкољке. Канали фистула у појединим случајевима могу бити дубоки неколико сантиметара или се слепо завршавају.
Ове аномалије понекад влаже, и изазивају екцеметозне промене на околној кожи или апсцедирају (загнојавају).
Облици
Фистула и циста испред шкољке ува (лат. Fistula et cystis praeauricularis) може се јавити у следећа три облика, као:
- Вратноушна фистула (лат. Fistula cervicoauricularis)
- Урођена фистула ушне шкољке (лат. Fistula auriculae congenita)
- Претрагусна фистула и циста (лат. Fistula et cystis praetragalis).[6]

### Апендикси ушне шкољке
Апендикси (лат. Appendices auriculares) су округласте формације смештене најчешће испред ушне шкољке, нешто ређе иза или на самој ушној шкољци. Могу бити само на једном уву или наоба, а обично су вишеструке. Понекад се дијагностикују са удруженим аномалије као што су деформација ушне шкољке и/или Фистула и циста испред шкољке ува.

## Дијагноза
Дијагноза урођених аномаија спољашњег ува поставља се на основу:
- Анамнеза
- Клиничке слике
- Оториноларинголошког прегледа.[10]

Код удружених аномалија лобање и неких унутрашњих органа, са аномаија спољашњег ува, у дијагностици поремећаја може се урадити генетско, метаболичко и испитивање кариотипа.

## Терапија
Лечење урођених аномаија спољашњег ува је искључиво хируршко или протетичко. У том смислу лечење је у домену реконструктивног хирурга, или протетичара који има задатак да направи епитезе (протезу од пластичне масе), која најћешће даја одличне резултате и делују природно.
Понекада је потребан и већи број интернвенција како би се постогли задовољвајући резултати у изгледу ушне шкољке и функционисању спољашњег ушног канала.
Лечење фистула спољашњег ува засновано је на хируршком одстрањењу фистуле.